# Хахалейшвілі Давид Ростомович
Хахалейшвілі Давид Ростомович (груз. დავით ხახალეიშვილი; 28 лютого 1971, Кутаїсі, Грузинська РСР, СРСР — 11 січня, 2021) — радянський і грузинський дзюдоїст, самбіст і боєць в змаганнях ММА, олімпійський чемпіон. Заслужений майстер спорту СРСР (1992).

## Біографія
Дзюдо займався з 1979 року, і починаючи з 1982 року виступає на змаганнях різного рівня, спочатку серед юнаків та юніорів, у 1984 року став чемпіоном Спартакіади народів СРСР серед юнаків. У 1989 році дебютував на дорослому чемпіонаті СРСР і зайняв там 3 місце.
На Літніх Олімпійських іграх 1992 року в Барселоні, виступаючи за Об'єднану команду, боровся у ваговій категорії понад 95 кілограмів.
У сутичках, послідовно перемігши Халіфа Диюфа (Сенегал), Франка Гарсія Морено (Іспанія), Рафаля Кубачка (Польща), Імре Чежа (Угорщина) вийшов у фінал, де зустрівся з Наойя Огава (Японія), і, провівши один прийом оцінений у ваза-арі, потім на 2-й хвилині провів задню підніжку на п'яті з падінням, заробивши ще ваза-арі, що по сукупності оцінюється як іппон, і став олімпійським чемпіоном.
На Літніх Олімпійських іграх 1996 року в Атланті не брав участі через безглузду випадковість: отримавши від офіційних осіб з делегації команди Грузії невірну інформацію про місце зважування перед змаганнями, запізнився на зважування і був дискваліфікований.
Після Олімпійських ігор перейшов в самбо і двічі виграв чемпіонат світу.
Тричі брав участь у боях без правил (1995, 1996, 2003), перше змагання виграв, двічі програв, останній раз технічним нокаутом на другій хвилині. Слід зазначити, що його вага на той момент вже перевищував 175 кілограмів.
Син Давида Хахалейшвілі — Ростом Хахалейшвілі, грузинський дзюдоїст, срібний призер чемпіонату світу.

## Основні змагання та зайняті місця
| Дата | Турнір                         | Зайняте місце     |
| ---- | ------------------------------ | ----------------- |
| 1987 | Чемпіонат СРСР серед юніорів   | 1                 |
| 1988 | Чемпіонат СРСР серед юніорів   | 1                 |
| 1988 | Чемпіонат Європи серед юніорів | 1                 |
| 1989 | Командний чемпіонат Європи     | 1                 |
| 1989 | Чемпіонат СРСР                 | 3                 |
| 1989 | Чемпіонат Європи серед юніорів | 1                 |
| 1990 | Чемпіонат Європи серед юніорів | 1                 |
| 1990 | Чемпіонат СРСР                 | 1                 |
| 1991 | Чемпіонат Європи               | 3                 |
| 1991 | Чемпіонат світу                | 2                 |
| 1992 | Олімпійські ігри               | 1                 |
| 1993 | Чемпіонат Європи               | 1                 |
| 1993 | Абсолютний чемпіонат Європи    | 1                 |
| 1993 | Чемпіонат світу                | 2                 |
| 1993 | Абсолютний чемпіонат світу     | 3                 |
| 1995 | Чемпіонат Європи               | 1                 |
| 1995 | Чемпіонат світу                | 3                 |
| 1996 | Олімпійські ігри               | дискваліфікований |
| 1996 | Командний чемпіонат Європи     | 3                 |
| 1996 | Чемпіонат світу (самбо)        | 1                 |
| 1997 | Чемпіонат світу (самбо)        | 1                 |

## Державні нагороди
- Президентський орден Сяйво (Грузія, 2018)[11]